# Volker Bach

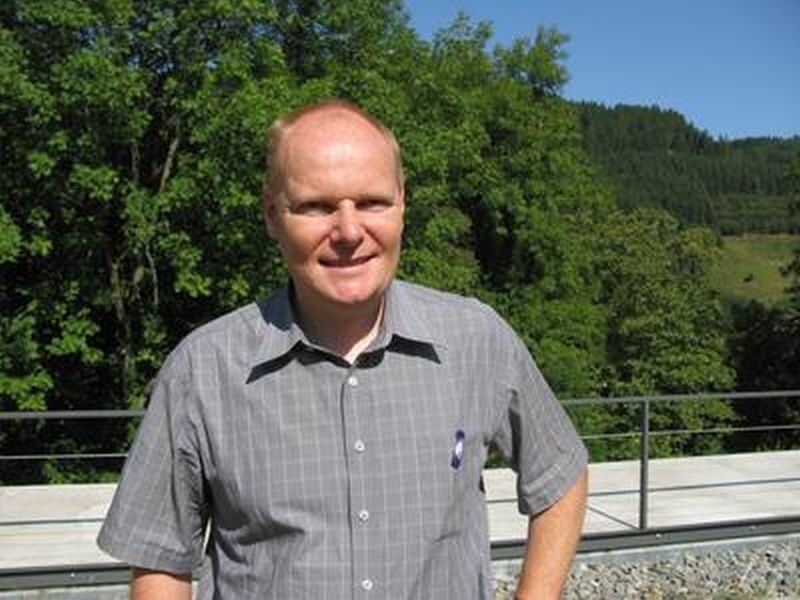
Volker Bach, Oberwolfach 2009

Volker Bach (* 12. März 1965 in Bremen) ist ein deutscher Theoretischer Physiker,  Mathematiker und Hochschullehrer.

## Leben
Bach studierte ab 1984 Mathematik und Physik an der TU Braunschweig, wo er 1989 bei Heinz Siedentop sein Diplom machte. 1988/89 war er an der Princeton University und ab 1989 an der ETH Zürich, an der er 1992 bei Walter Hunziker promoviert wurde. Als Post-Doc war er bei Ruedi Seiler an der TU Berlin und 1992 Instructor an der Princeton University bei Elliott Lieb. 1997 habilitierte er sich an der TU Berlin bei Seiler (Perturbation theory and Renormalization). 1999 wurde er Professor für Analysis an der Johannes-Gutenberg-Universität Mainz. Seit Ende 2010 ist er Professor für Angewandte Analysis an der TU Braunschweig.
1998/1999 war er Heisenberg-Stipendiat der Deutschen Forschungsgemeinschaft, deren Gerhard-Hess-Preis er 1998 erhielt.
Er befasste sich mit Stabilität relativistischer Materie, Quantenelektrodynamik, Hartree-Fock-Theorie in Atomen und Molekülen, dem Hubbard-Modell und Coulomb-Systemen. Bach arbeitete unter anderem mit Israel Michael Sigal und Jürg Fröhlich zusammen.
Von 2015 bis 2016 war er Präsident der Deutschen Mathematiker-Vereinigung.

## Schriften
- Herausgeber mit L. Delle Site: Many electron approaches in physics, chemistry and mathematics. A multidisciplinary approach, Springer 2014
  - Darin von Bach und Delle Site: Some open problems in many electron theory, und von Bach: Mathematical aspects of density functionals and density matrix functionals in quantum chemistry.
- mit Jean Bernard Bru:  Diagonalizing quadratic bosonic operators by non-autonomous flow equations, American Mathematical Society Monographs, 2016
- Accuracy of mean field approximation in atoms and molecules, Comm. Math. Phys., Band 155, 1993, S. 295–310
- mit Elliott Lieb, M. Loss:  There are no unfilled shells in unrestricted Hartree-Fock-Theory. Phys. Rev. Lett., Band 72, 1994, S. 2981–2983.